# チョルラの詩
『チョルラの詩』（チョルラのうた）は、2010年公開の日韓合作映画である。韓国の詩をベースにした、韓国激動の80年代の男女3人の切ないラブストーリーである。

## キャスト
- 李カンス：　キム・ミンジュン
- 平山幸久：　ソ・ドヨン
- 朴ソンエ：　キム・プルン

## スタッフ
- 監督：川口浩史
- 脚本：谷口広樹、チョン・ミラ、川口浩史
- 製作：伊藤明博、久松猛朗、佐伯寛之、久保和明、朴泰奎
- プロデューサー：谷口広樹、村田亮、ホン・ミンギ
- 撮影監督：ジン・ヒョヌ
- 照明：ユ・ギョンス
- 美術監督：チョン・ミョングン
- 録音：キム・サンウン
- 衣装：アン・ジヒョン
- ヘアメイク：イ・サンヒ
- 編集：佐藤崇
- 音楽：チョン・ユジン
- 助監督：イ・セジョン
- 主題歌：Lay 「この愛であるように」
- 製作プロダクション：アールグレイフィルム
- 配給・宣伝：アールグレイフィルム
- 製作：「チョルラの詩」製作委員会（竹書房、衛星劇場、アールグレイフィルム、レオーネ、アクロス）
- 2010年／日本／カラー／102分／ヴィスタ